# La Trastienda Club
La Trastienda es un local estilo café-concert en donde se realizan eventos artísticos, especialmente recitales musicales. Se encuentra en la calle Balcarce 460, en el barrio de Monserrat, ciudad de Buenos Aires, Argentina.

## Historia

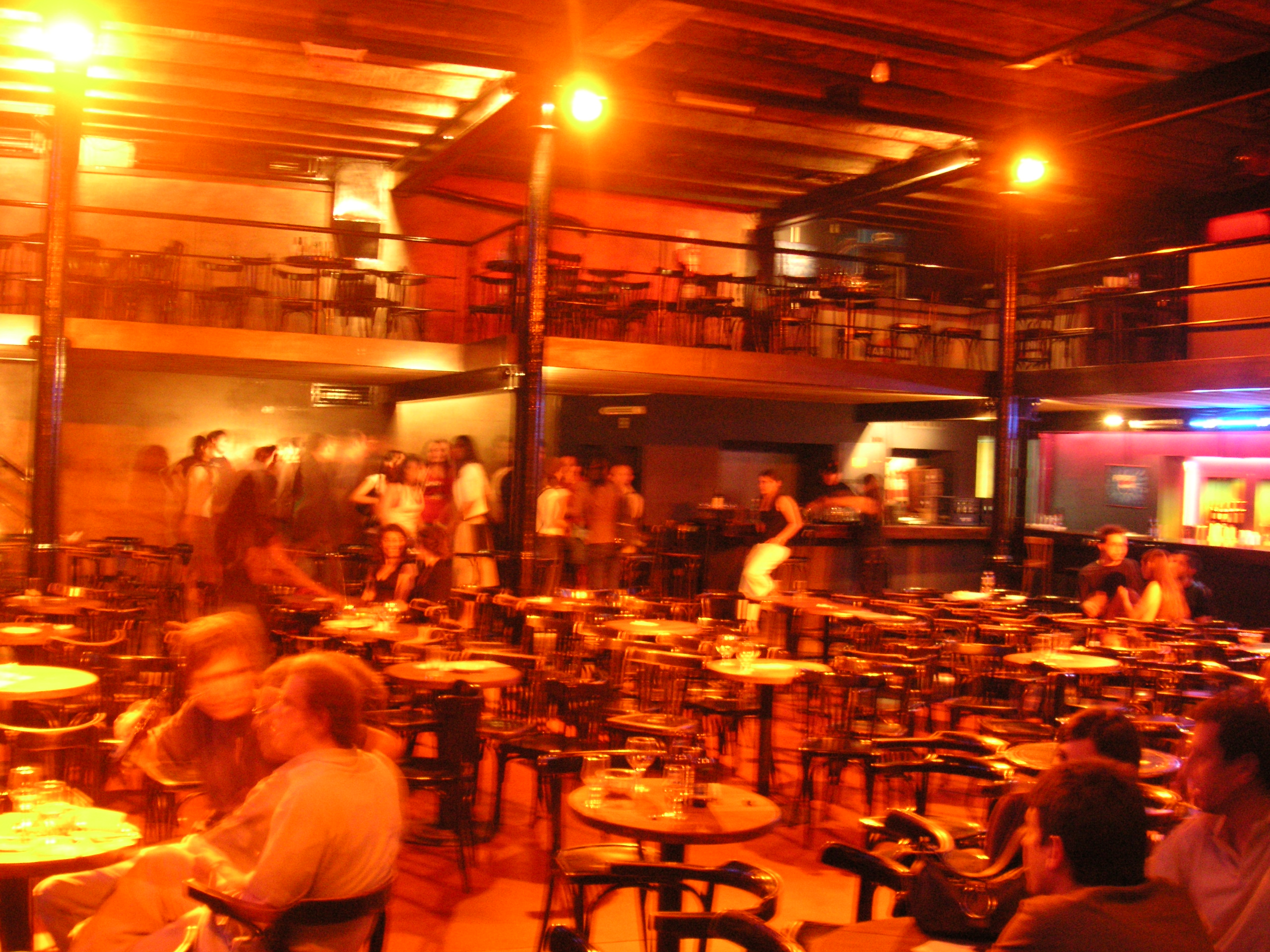
Interior de La Trastienda

El primer local en donde funcionó La Trastienda se encontraba justo en la esquina de las calles Thames y Gorriti, en el barrio de Palermo Viejo (llamado así en esa época). Allí comenzó, en septiembre de 1979, plena época de la dictadura militar.
Con el regreso de la democracia en diciembre de 1983, y el resurgimiento de la cultura sin censura en la Argentina, la movida artística se trasladó a otros circuitos, como el centro Parakultural. Además, La Trastienda quedaba ya chica, y por ello terminó cerrando en 1984.
Finalmente, pasaron los años y un grupo de emprendedores -entre ellos Jorge Telerman, exjefe de gobierno de Buenos Aires- la idea de reflotar el emprendimiento, nuevamente por la zona de Palermo, o trasladándolo a San Telmo. Terminó siendo la segunda opción, en tiempos en que ese barrio aún no era un foco de actividades culturales, que recién se desarrollaría a fines de la década de 1990. En Balcarce 460, un local que antes había funcionado durante años como almacén de ramos generales, La Trastienda reabrió el 30 de diciembre de 1993.
En noviembre de 2015 se unió a la marca de tecnología Samsung realizando un co-branding, cambiando el nombre a La Trastienda Samsung.

## Montevideo
La Trastienda Club Montevideo abre sus puertas en noviembre de 2008 como la primera sucursal de La Trastienda Cub Buenos Aires. Cuenta con una sala con capacidad para hasta 780 espectadores, distribuidos según el show en cómodas mesas, amplios livings para 8 personas en la planta alta, o de pie, con excelente visión desde cualquier ubicación. Su dirección es Daniel Fernández Crespo 1763, en Montevideo Uruguay. Se anunció que a finales de febrero de 2025 cerrará sus puertas.